# John Gorham (ufficiale)
John Gorham, indicato anche come Goreham o Gorhum (Yarmouth, 12 dicembre 1709 – Londra, dicembre 1751), è stato un generale britannico.

## Biografia

### Le origini e i primi anni
La famiglia Gorham aveva una lunga tradizione militare che risaliva alla metà del XVII secolo. John Gorham, figlio di Shubael Gorham, fu come il fratello Joseph impegnato nei rangers di Acadia e nell'unità militare del loro padre.
Malgrado la conquista del 1710 e la firma del trattato di Utrecht nel 1713 con la Francia, gli inglesi non erano ancora in grado di controllare il territorio della Nuova Scozia e dell'Acadia all'epoca. John Gorham ed i suoi rangers giunsero in Nuova Scozia per cercare di avere un maggiore controllo locale.

### La guerra di re Giorgio

#### L'assedio di Annapolis Royal (1744)
Nel corso della guerra di re Giorgio, Gorham e la sua compagnia di rangers indiani del New England vennero coinvolti nella difesa di Fort Anne dagli attacchi di francesi, acadiani e mi'kmaq. Durante l'assedio di Annapolis Royal (1744), il 4 ottobre, Gorham e i suoi rangers masscrarono i mi'kmaq assieme a cinque donne e tre bambini che si trovavano in due wigwam vicine. Il governatore Mascarene si rese conto che i rangers del New England erano più mobili su quei terreni rispetto alle truppe regolari britanniche. Nell'ottobre di quello stesso anno Gorham tornò con tre scalpi e un bambino indiano catturato.
Il governatore Shirley scriveva nel febbraio del 1746 che "il grande servizio reso dal tenente colonnello Gorham e dalla sua compagnia di rangers si era dimostrato ad Annapolis Royal."
I maliseet ed i mi'kmaq cercarono vendetta uccidendo alcuni rangers e coloni inglesi durante l'assedio. Nel corso dell'assedio di Annapolis Royal (1745), i mi'kmaq ed i maliseet presero prigioniero il capitano di un trasporto provinciale, William Pote, e diversi rangers di Gorham, inclusi quattro Wampanoags di Cape Cod: Jacob Chammock, Philip Will, Caleb Popmonet e Isaac Peck, oltre a Peter Dogamus, un indiano nauset di Yarmouth nel Massachusetts. John Gorham non si trovava ad Annapolis in quell'occasione perché impegnato nei combattimenti al fianco di suo padre nell'assedio di Louisbourg. Pote ed i rangers nativi vennero portati in vari luoghi, fra cui il villaggio maliseet di Aukpaque presso il Saint John River, dove Pote e Chammock vennero torturati.

#### L'assedio di Louisbourg (1745)
Gorham prese parte all'assedio di Louisbourg (1745), e suo padre morì poco dopo l'assedio, apparentemente per cause naturali.
Gorham ricevette quindi l'ordine di difendere la Nuova Scozia coi suoi uomini. Nel 1748 venne posto al comando di una nuova compagnia di rangers composta in gran parte da Wampanoag, e rimase in Nuova Scozia. Nel corso del 1748, i rangers di Gorham continuarono ad affiancare le truppe regolari ad Annapolis Royal. Nell'autunno del 1748, Gorham distrusse la resistenza degli acadiani a Minas e salpò quindi il 19 ottobre lungo il Saint John River per completare l'opera.

### La guerra di padre Le Loutre

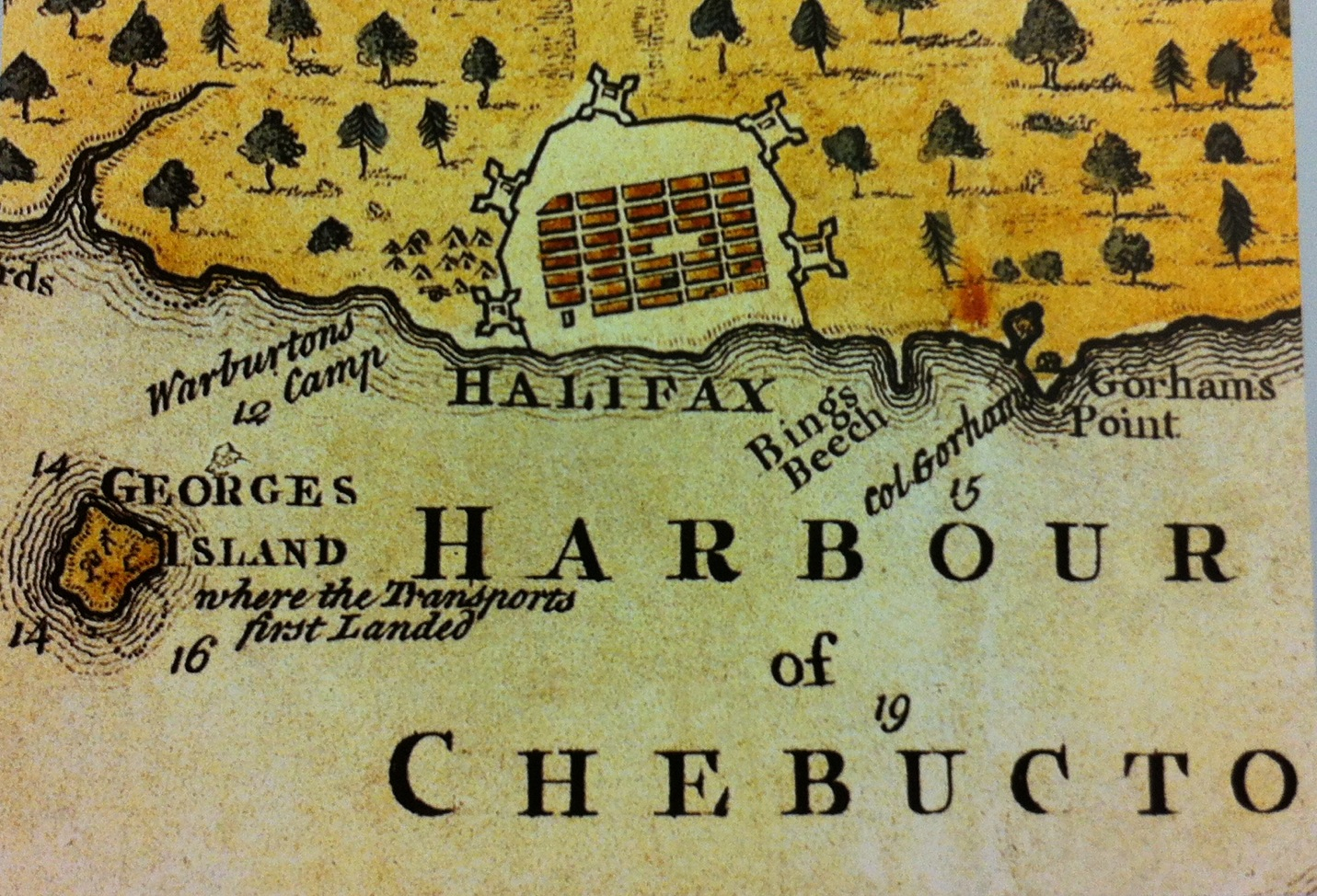
Punta Gorham, Halifax, Nuova Scozia, 1750

Poco dopo l'arrivo del governatore Edward Cornwallis, il 14 luglio 1749, Gorham venne nominato membro del Consiglio della Nuova Scozia. Malgrado Gorham fosse divenuto un membro del Consiglio, era chiaro che il governatore Cornwallis gli preferiva Francis Bartelo, altro comandante dei rangers. Nel 1749, nel corso della guerra di padre Le Loutre, Gorham prese parte alla costruzione di Fort Sackville presso l'attuale cittadina di Bedford, in Nuova Scozia. Mentre si trovava a Fort Sackville Gorham utilizzò le fortificazioni come base per ispezionare l'area nell'ottobre del 1749. La guerra di frontiera, includente pratiche di scalpaggio, era una modalità comune nelle terre delle colonie britanniche e nella confederazione Wabanaki, in Acadia ed in Nuova Scozia, sin dalla guerra di re Guglielmo nel 1689.
Gorham prese parte inoltre alla battaglia di St. Croix ed alla battaglia di Chignecto. Gorham mantenne la sua posizione in Consiglio per due anni e nell'agosto del 1751 lasciò la Nuova Scozia alla volta dell'Inghilterra. Morì di vaiolo a Londra nel dicembre del 1751.